# Homoseksueel accent
Het homoseksuele accent is een bepaalde tongval die aan de toehoorder laat weten dat de spreker zich als homoseksueel identificeert. Hoewel sommige onderzoeken erop wijzen dat een dergelijk accent terug te vinden is in het Engels, is dit echter niet voor andere talen zoals Duits, Nederlands en Vlaams eenduidig bewezen. In 2020 volgde een eerste studie voor het Franse taalgebied, die wees op een situatie vergelijkbaar met het Engels.

## Eerste onderzoek
Het bestaan van een homoseksueel accent werd in het verleden vaak afgedaan als een homofoob stereotype, wat weinig onderzoek in deze richting uitnodigde. Sinds de jaren 1990 komt echter de regenboogtaalkunde op, die naar queer linguistiek onderzoek doet. Dat in dit veld ook onderzoekers werkzaam zijn die zelf onder de queer paraplu vallen, heeft de eerdere kritiek doen verstommen en heeft het veld als een legitiem vakgebied geopend.

## Waar komt een mogelijk accent vandaan?
Wanneer men concludeert dat er zoiets is als een homoseksueel accent, volgt hier al snel een mogelijke verklaring voor. Zo zouden homoseksuele jongens meer gesocialiseerd worden met vrouwen en daardoor een meer vrouwelijk accent aannemen. Dit zou ook gelden voor lesbiennes die juist meer gesocialiseerd zouden worden met mannen en daarbij hun accent aannemen. Daarnaast kan het gebruik van een accent ook een bewuste keuze zijn. De gebruiker kan op deze manier aangeven dat hij/zij bij een groep hoort en zich hiermee vereenzelvigen. Het zou daarmee ook in het verleden een relatief veiligere manier zijn geweest om te tonen dat iemand homoseksueel was en te polsen of de toehoorder dit wellicht ook was. Het past daarmee in de geschiedenis van anti-talen zoals onder meer Polari, een taal die onder Britse homoseksuelen werd gesproken in de tijd dat homoseksualiteit nog negatief beschouwd werd en (nog eerder) zelfs strafbaar was.

## Kenmerken
In het Engelse taalgebied is er vooral veel focus op de 'gay lisp', waarbij de uitgesproken 's' toon scherper is dan normaal en wat meer in de voorkant van de mond uitgesproken, wat in het verleden vaak voor slissen werd aangezien. Sociolinguïst Remco Knooihuizen meent dat deze toon ook in het Nederlands voorkomt. Onderzoeker Quincy Liem vond iets dergelijks echter niet terug in onderzoek naar Nederlandse millennials.
In het Engels blijkt daarnaast dat de uitspraak van klinkers bij homoseksuelen ook herkenning van diens seksualiteit veroorzaken. Medeklinkers worden echter niet anders uitgesproken.
In het Nederland worden door homoseksuele twintigers vaak grote delen van hun zinnen vervangen door het Engels. Hoogst waarschijnlijk is dit geïnspireerd door Engelstalige homoseksuele rolmodellen.
Een onderzoek naar Vlaamse lesbische vrouwen wees erop dat deze vrouwen een lager stemgeluid hadden en minder variatie in stemhoogte. In 2020 bleek in een Frans onderzoek onder mannen een vergelijkbaar verschil tussen hoogte van de stem in heteroseksuele en homoseksuele mannen. Onder mannen was hier nog niet eerder bewijs voor gevonden in onderzoeken gericht op de Engelse taal.
Opvallend zijn de onderzoeken die zijn gedaan naar een mogelijk Duits homoseksueel accent: in verschillende onderzoeken bleek telkens dat iets dergelijks in het Duits niet teruggevonden werd.